# Информационен бюлетин
Информационен бюлетин е термин от областта на маркетинга и връзките с обществеността, събирателно название за съобщение за печата (пресрелийз, press release), съобщение до медиите (media release, нюзрелийз, news release). Представлява писмена, аудио- или видео комуникация с новинарска стойност, която се изпращат по обикновена или електронна поща или по факс до редакторите на вестници, списания, радиостанции, телевизии, онлайн издания. Информационните бюлетини се използват от организациите с цел привличане вниманието на медиите и осигуряване на публичност и разпространяване на информация за планирани събития, промени в организационната структура, получаване или присъждане на награди, лансиране на нови продукти и услуги, различни постижения на организацията, свикване на пресконференции, и т.н.

## История и произход
За баща на модерните информационни бюлетини се счита Айви Лий. През 1906 г. агенцията на Лий работи с железопътната компания на Пенсилвания и при катастрофата от същата година — един влак дерайлира от мост в Атлантик сити и има 53 загинали — Айви Лий убеждава компанията първа да издаде съобщение за пресата на журналисти. Той използва медиите, кани журналисти и фотографи и осигурява транспортирането им до мястото на инцидента, като средство за насърчаване на откритата комуникация с медиите.

## Елементи
Структурата на информационните бюлетини съдържа следните елементи:
- Заглавие – използва се, за да привлече вниманието на журналисти и накратко да обобщи новината;
- Дата и място на събитието (dateline);
- Встъпление (лийд, lead) – дава отговори на основните въпроси – кой, какво, кога, къде и защо;
- Основна част – по-подробна информация, статистика и детайли към съобщението;
- Визитка – информация за клиента – дружество, организация или физическо лице;
- Завършек (close) – в Северна Америка, традиционно завършват информационните си бюлетини до медии с „-30 -“. По-модерният еквивалент е „###“. В други страни, просто използват „край“;
- Информация за контакт – име, телефонен номер, електронен адрес, пощенски адрес, или друга информация за контакт с PR или лице, което контактува с медиите.

## Видеобюлетин
Телевизионните зрителите често гледат видеобюлетини, наричани VNRs (video news release). Примери за VNRs са интервюта със звезди, записани в кино студиа с логото на филм, в който участват, видеокасети на „открития“, произведени и разпространявани от фармацевтични компании и други.

## Критика
Много журналисти критикуват практиката да се изпращат информационни бюлетини до медиите. За други обаче съобщенията, изпращани до медиите, си остават сигурен източник на информация за предстоящи събития и нови продукти.

## Комюнике (прессъобщение)
Съобщенията за медиите са средство за информиране на обществеността.
Изпращат се съобщения на местните медии (вестници, радио станции и др.), когато има интерес да се излъчи събитие от обществен интерес, включително:
- Провеждане на среща или семинар и резултатите от него;
- Започването на изследователски проект и резултатите от него;
- Публикуването на нова публикация, или нов продукт.

### Елементи на комюникето
Заглавие – това е най-важната част от комюникето. Заглавията трябва да бъдат кратки и интересни.
Дата – датата на комюникето трябва да съвпада с тази, предвидена за неговото разпространение
Първите два параграфа – след заглавието, първите два параграфа представляват основната част от комюникето. Те трябва да отговарят на въпросите: Къде? Кой? Какво? Какво? Кога? Как? Защо? Читателят обикновено чете само тези два параграфа. Затова се препоръчва да включват всички акценти.
Оставащите параграфи – не винаги читателят прочита цялото комюнике, затова те запазват второстепенната информация за края. Това журналистите наричат „стил на обърнатата пирамида“.
Информация за контакт – винаги включва името и телефонния номер на лицето, с което читателите могат да се свържат за повече информация. Може да се посочат също и номер на факс, електронен адрес и уеб сайт.
Комюникето трябва да бъде кратко и сбито (една страница за предпочитане). Неточности по отношение на правописа и граматиката могат да поставят под съмнение достоверността на документа.

##### Съвети за успешна комуникация с медиите
Заглавие на имейла до медиите- журналистите получават десетки имейли с прессъобщения всеки ден, ако заглавието на имейла не предвещава важна и интересна новина, може да го изтрият преди да са го отворили.
Текста на прессъобщението- сложете го директно в имейла, за да може журналистът да го прочете, веднага щом отвори пощата си. Ако изпратите комюникето единствено във вид на прикачен файлов документ, рискувате журналистът да има проблеми с отварянето на файла, ако няма същата на версия на Word.
Изявление от официалните лица във фирмата- цитирайте или преразкажете изявлението на представител на фирмата, направено специално по темата, която засягате в прессъобщението си. Например: „Изпълнителният директор на компанията потвърди, че новият продукт се тества и ще бъде на пазара през юни“. Мястото на това изявление е в средата на прессъобщението. Изявленията от официалните лица на фирмата дават повече достоверност на прессъобщенеито ви, което прави журналистите по-склонни да публикуват новината ви.
Изградете си мрежа от контакти. Отношението на журналист или репортер, с който се познавате лично драстично увеличава шансовете ви да видите прессъобщението си публикувано. За да изградите ползотворно и дълготрайно партньорство с тях е важно да не разпращате едно и също прессъобщение до всички медии, това ще срине доверието им към вас. Добре е във всяко едно прессъобщение, което пращате до медия, да включвате по нещо ново и различно- цитат, факт или подробност.